# American Idol (mùa 9)
Mùa thi thứ chín của chương trình American Idol chính thức phát sóng vào ngày 12 tháng 1, 2010 và kết thúc vào ngày 26 tháng 5 năm 2010 trên kênh Fox. Giám khảo Simon Cowell, Randy Jackson và Kara DioGuardi sẽ tái xuất trong hội đồng giám khảo. Sau nhiều lần có ý định rời bỏ và quay lại làm giám khảo chương trình, Paula Abdul đã chính thức bị thay thế bởi giám khảo mới Ellen DeGeneres vào ngày 09 tháng 9, 2009. Trước khi chương trình phát sóng, Simon Cowell tuyên bố chia tay chương trình sau mùa thi này. Ngoài ra năm nay chương trình sử dụng format của mùa thi trước với 24 thí sinh vào vòng bán kết và tiếp tục thực hiện gây quỹ qua Idol Gives Back. Đặc biệt ở đêm chung kết mùa này có sự góp mặt của Christina Aguilera với màn trình diễn bài hát You Lost Me.
Tại Việt Nam và cả khu vực Đông Nam Á và Nam Á, Đài Loan, Hồng Kông, Hàn Quốc, chương trình được truyền hình trực tiếp trên kênh STAR World vào mỗi thứ tư và thứ năm hàng tuần kể từ ngày 13 tháng 1, 2010.

## Hội đồng giám khảo
Khi mùa thi đang chuẩn bị ghi hình, Paula Abdul tuyên bố không trở lại làm một trong bốn vị giám khảo của Idol. Lý do được đưa ra liên quan đến vụ việc giải quyết tranh cãi hợp đồng giữa các bên liên quan vào tháng 8/2009, do đó Victoria Beckham, Mary J. Blige, Shania Twain, Katy Perry, Avril Lavigne, Joe Jonas, Neil Patrick Harris và Kristin Chenoweth được đưa vào thay thế vị trí giám khảo chính trong từng tập của vòng thử giọng. Sau quyết định sử dụng giám khảo khách mời bù lắm cho sự vắng mặt của Paula, nhà điều hành FOX Peter Rice tuyên bố tìm giám khảo mới trước khi trình chiếu, ngày 9/09/2009 được xác nhận Ellen DeGeneres sẽ tham gia hội đồng giám khảo từ tuần thi Hollywood và sau đó.
Ngoài ra, Simon Cowell còn thông báo rời bỏ American Idol sau mùa thi năm nay vài ngày trước khi chương trình lên sóng. Chưa có sự thay thế nào được xác nhận.

## Tiến trình
Trong thời gian nhà sản xuất chương trình tìm kiếm vị giám khảo thứ tư thay thế Paula Abdul, thì vị trí giám khảo thứ tư lần lượt được lắp bởi các giám khảo khách mời sau:
| Phát sóng             | Thành phố             | Thử giọng địa phương  | Ghi hình              | Địa điểm ghi hình       | Khách mời             | Số vé đến Hollywood |
| --------------------- | --------------------- | --------------------- | --------------------- | ----------------------- | --------------------- | ------------------- |
| 12 tháng 1, 2010      | Boston, Massachusetts | 14 tháng 6, 2009      | 13 & 14 tháng 8, 2009 | Sân vận động Gillette   | Victoria Beckham      | 32                  |
| 13 tháng 1, 2010      | Atlanta, Georgia      | 18 tháng 6, 2009      | 16 & 17 tháng 8, 2009 | Khu liên hợp Georgia    | Mary J. Blige         | 25                  |
| 19 tháng 1, 2010      | Chicago, Illinois     | 22 tháng 6, 2009      | 30 & 31 tháng 8, 2009 | United Center           | Shania Twain          | 13                  |
| 20 tháng 1, 2010      | Orlando, Florida      | 09 tháng 7, 2009      | 28 & 29 tháng 8, 2009 | Quần thể phức hợp Amway | Kristin Chenoweth     | 31                  |
| 26 tháng 1, 2010      | Pasadena, California  | 30 tháng 6, 2009      | 03 tháng 9, 2009      | Sân vận động Rose Bowl  | Katy Perry            | 22                  |
| 26 tháng 1, 2010      | Pasadena, California  | 30 tháng 6, 2009      | 04 tháng 9, 2009      | Sân vận động Rose Bowl  | Avril Lavigne         | 22                  |
| 27 tháng 1, 2010      | Arlington, Texas      | 26 tháng 6, 2009      | 24 tháng 8, 2009      | Sân vận động Cowboys    | Joe Jonas             | 31                  |
| 27 tháng 1, 2010      | Arlington, Texas      | 26 tháng 6, 2009      | 25 tháng 8, 2009      | Sân vận động Cowboys    | Neil Patrick Harris   | 31                  |
| 02 tháng 2, 2010      | Denver, Colorado      | 14 tháng 7, 2009      | 05 tháng 8, 2009      | Invesco Field           | Victoria Beckham      | 26                  |
| Tổng vé đến Hollywood | Tổng vé đến Hollywood | Tổng vé đến Hollywood | Tổng vé đến Hollywood | Tổng vé đến Hollywood   | Tổng vé đến Hollywood | 181                 |

- Độ tuổi quy định từ 16 đến 28 tính từ ngày 12 tháng 6, 2009 và đủ tư cách công dân Mỹ.
- Ngày 29/08/2009 không có giám khảo khách mời tham gia ghi hình.

## Các thi sinh
Danh sách dưới đây bao gồm tên của các thí sinh lọt vào Tốp 24:
| Tốp 12 nữ: - Didi Benami - Crystal Bowersox - Lacey Brown - Michelle Delamor - Katelyn Epperly - Siobhan Magnus - Paige Miles - Ashley Rodriguez - Lilly Scott - Katie Stevens - Haeley Vaughn - Janell Wheeler | Tốp 12 nam: - Lee DeWyze - Andrew Garcia - Tyler Grady - Todrick Hall - Casey James - Aaron Kelly - Alex Lambert - Michael Lynche - Joe Muñoz - John Park - Jermaine Sellers - Tim Urban |

Ghi chú: Chris Golightly (đã được chọn vào Tốp 24 ở tập trước) được thay thế bởi Tim Urban. Theo báo cáo, Chris bị loại vào ngày 17 tháng 2, 2010, sau khi được công bố lọt vào Tốp 24.

## Thứ tự bị loại
| Nam | Nữ | Tốp 24 | Tốp 12 | Chiến thắng |

| An toàn 1 | An toàn 2 | Bị loại | Cứu trợ |

| Vòng:    | Vòng:            | Bán kết | Bán kết | Bán kết | Chung kết | Chung kết | Chung kết | Chung kết | Chung kết | Chung kết | Chung kết | Chung kết | Chung kết | Chung kết | Chung kết   |  |  |
| Tuấn lễ: | Tuấn lễ:         | 25/02   | 04/03   | 11/03   | 17/03     | 24/03     | 31/03     | 07/04     | 14/04     | 21/04     | 28/04     | 05/05     | 12/05     | 19/05     | 26/05       |  |  |
| Hạng     | Thí sinh         | Kết quả | Kết quả | Kết quả | Kết quả   | Kết quả   | Kết quả   | Kết quả   | Kết quả   | Kết quả   | Kết quả   | Kết quả   | Kết quả   | Kết quả   | Kết quả     |  |  |
| 1        | Lee DeWyze       |         |         |         |           |           |           |           |           |           |           |           |           |           | Chiến thắng |  |  |
| 2        | Crystal Bowersox |         |         |         |           |           |           |           |           |           |           |           |           |           | Về nhì      |  |  |
| 3        | Casey James      |         |         |         |           |           |           |           |           | Bottom 3  | Bottom 3  |           |           | Loại      |             |  |  |
| 4        | Michael Lynche   |         |         |         |           |           |           | CTrợ      |           |           | At 1      | At 1      | Loại      |           |             |  |  |
| 5        | Aaron Kelly      |         |         |         |           |           |           | At 1      |           | At 1      |           | Loại      |           |           |             |  |  |
| 6        | Siobhan Magnus   |         |         |         |           |           |           |           |           |           | Loại      |           |           |           |             |  |  |
| 7        | Tim Urban        |         |         |         | At 1      | At 2      | At 2      |           |           | Loại      |           |           |           |           |             |  |  |
| 8-9      | Katie Stevens    |         |         |         |           | At 1      | At 1      |           | Loại      |           |           |           |           |           |             |  |  |
| 8-9      | Andrew Garcia    |         |         |         |           |           |           | At 2      | Loại      |           |           |           |           |           |             |  |  |
| 10       | Didi Benami      |         |         |         |           |           | Loại      |           |           |           |           |           |           |           |             |  |  |
| 11       | Paige Miles      |         |         |         | At 2      | Loại      |           |           |           |           |           |           |           |           |             |  |  |
| 12       | Lacey Brown      |         |         |         | Loại      |           |           |           |           |           |           |           |           |           |             |  |  |
| 13-16    | Lilly Scott      |         |         | Loại    |           |           |           |           |           |           |           |           |           |           |             |  |  |
| 13-16    | Alex Lambert     |         |         | Loại    |           |           |           |           |           |           |           |           |           |           |             |  |  |
| 13-16    | Todrick Hall     |         |         | Loại    |           |           |           |           |           |           |           |           |           |           |             |  |  |
| 13-16    | Katelyn Epperly  |         |         | Loại    |           |           |           |           |           |           |           |           |           |           |             |  |  |
| 17-20    | Haeley Vaughn    |         | Loại    |         |           |           |           |           |           |           |           |           |           |           |             |  |  |
| 17-20    | Michelle Delamor |         | Loại    |         |           |           |           |           |           |           |           |           |           |           |             |  |  |
| 17-20    | Jermaine Sellers |         | Loại    |         |           |           |           |           |           |           |           |           |           |           |             |  |  |
| 17-20    | John Park        |         | Loại    |         |           |           |           |           |           |           |           |           |           |           |             |  |  |
| 21-24    | Tyler Grady      | Loại    |         |         |           |           |           |           |           |           |           |           |           |           |             |  |  |
| 21-24    | Joe Muñoz        | Loại    |         |         |           |           |           |           |           |           |           |           |           |           |             |  |  |
| 21-24    | Ashley Rodriguez | Loại    |         |         |           |           |           |           |           |           |           |           |           |           |             |  |  |
| 21-24    | Janell Wheeler   | Loại    |         |         |           |           |           |           |           |           |           |           |           |           |             |  |  |